# Panòplia

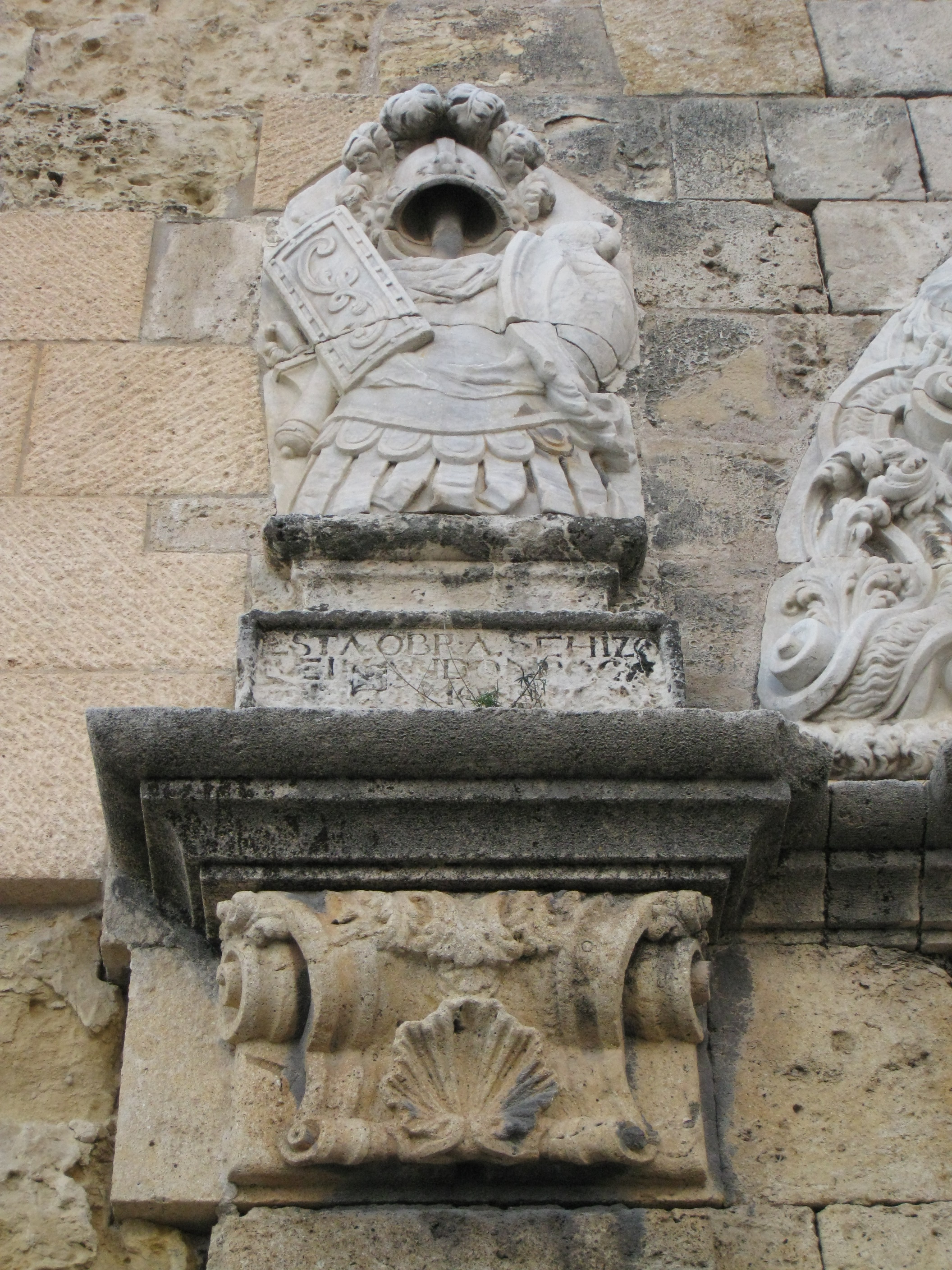
Relleu d'una panòplia al portal de sant Antoni de Tarragona

La paraula panòplia significa 'col·lecció d'armes'. Aquesta paraula ve del grec πανοπλία, panoplía, composta per pan ('tot'), i hóplon ('armes en general' o 'escut'). Teòricament, la paraula significaria un 'recull de totes les armes'.
Una panòplia és una vestimenta composta per l'armadura, en el cas de l'hoplita està composta per l'escut (aspis), la cuirassa (Thorax), la ventrera (epibraxiōníon), el casc (Koris), la musclera (paramēridion), la gambera (knemis), la turmellera (episphýrion), la protecció de l'avantbraç (epipēkhýon), la protecció del peu (epipodíon) juntament amb l'espasa (xifos) i la llança (dori). La panòplia de l'hoplita podia arribar a pesar uns 35 kg.
Aplicat a les armadures de dates més tardanes, la panòplia no s'usa fins a la fi del segle xvi i primeria del segle xvii, per a referir-se a la indumentària de blindatge per a cobrir tot el cos.
Com que la panòplia és un conjunt de diversos elements, aquesta paraula ara significa també 'qualsevol col·lecció impressionant'.